# 甲州夢小路
甲州夢小路（こうしゅうゆめこうじ）は山梨県甲府市の江戸時代から昭和時代初期までの甲府城城下町を再現した観光地。運営管理は宝石装飾業の「タンザワ」が行なっている。

## 概要
甲府市中心市街地活性化基本計画の甲府駅北口再開発にあたり、旧睦沢学校の移設や甲府城山手御門の復元など昔ながらの甲府市街地の再現が行われていた中で、江戸時代に甲府城城下町の住民に時刻を知らせていた「時の鐘」や明治時代に県令（現在の山梨県知事に相当）の藤村紫朗が指導して造られていた藤村式建築などかつて甲府市に存在した建物を再現し、新たな観光施設および市街地活性化の拠点とする構想が生まれた。
当初は2010年頃オープンを予定していたが用地買収の遅れなどで2012年春に着工し、2013年オープンを迎えている。
- 設計＝スタジオ・ベルナ[2]
- 施工＝長田組土木[2]

## 施設

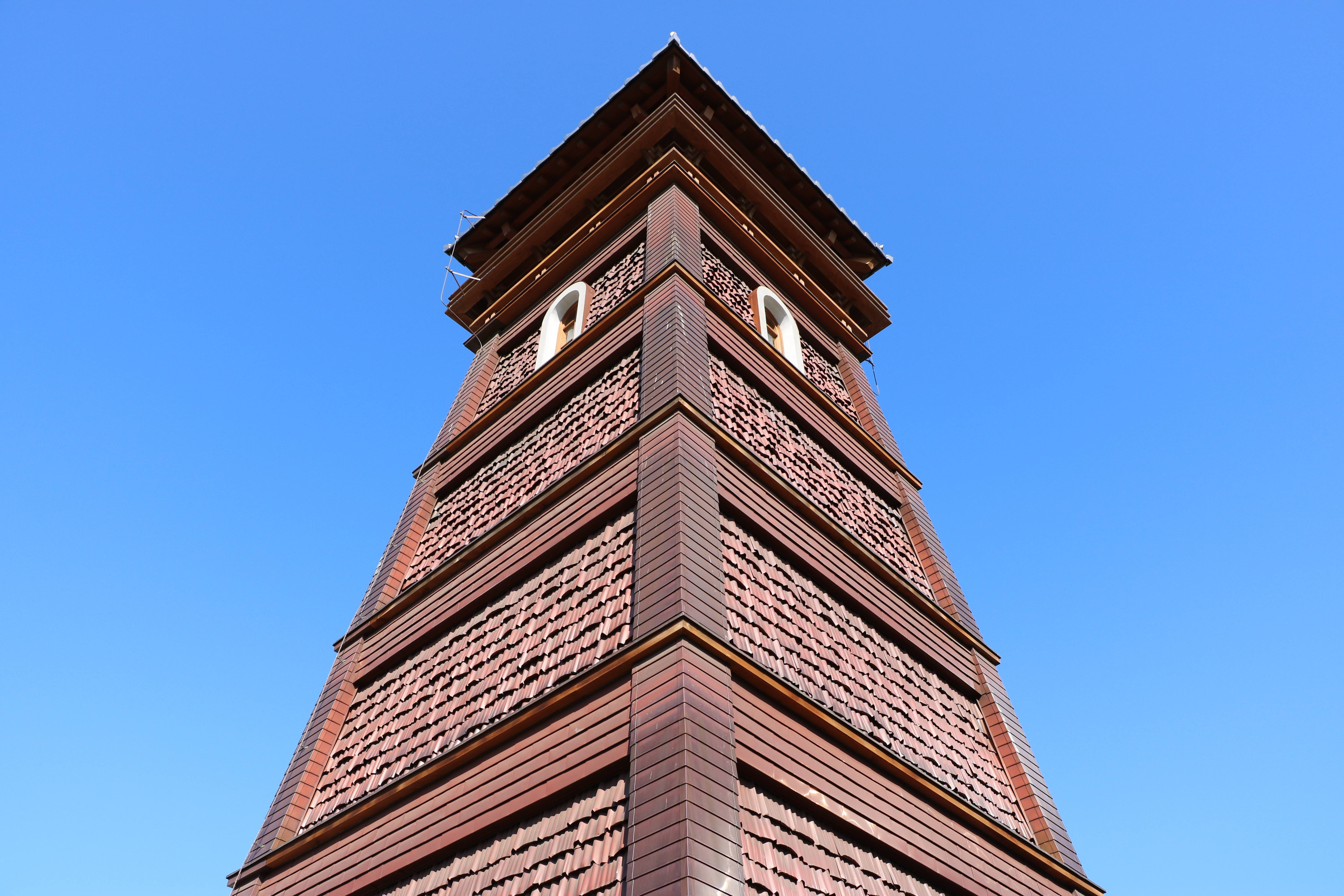
時の鐘
寛文年間に現在の中央地区に建てられ、その後愛宕町へ移転し火災で焼失するも文化15年（1818年）に再建され、甲府城廃城となった1872年（明治5年）まで使われていた鐘楼を再現したものである。
高さは15mと甲州夢小路のランドマーク的役割を持ち、ボタンを押すと20秒後に鐘が鳴るほか、夜になるとライトアップされる。
明治館
明治時代、山梨県各地に建てられていた藤村式建築物を模した建物。1階は山梨県産の果物を使用したドライフルーツ販売所、2階は貸展示場となっている。
小さな蔵の美術館
運営会社であるタンザワが集めた18世紀から20世紀初期のアンティークジュエリーを展示している。なお、この施設のみ入館料が発生する。
甲州酒ノ蔵
甲府市にあった酒蔵を再現した建物で、甲州ワインなどの販売を行なっている。

## アクセス

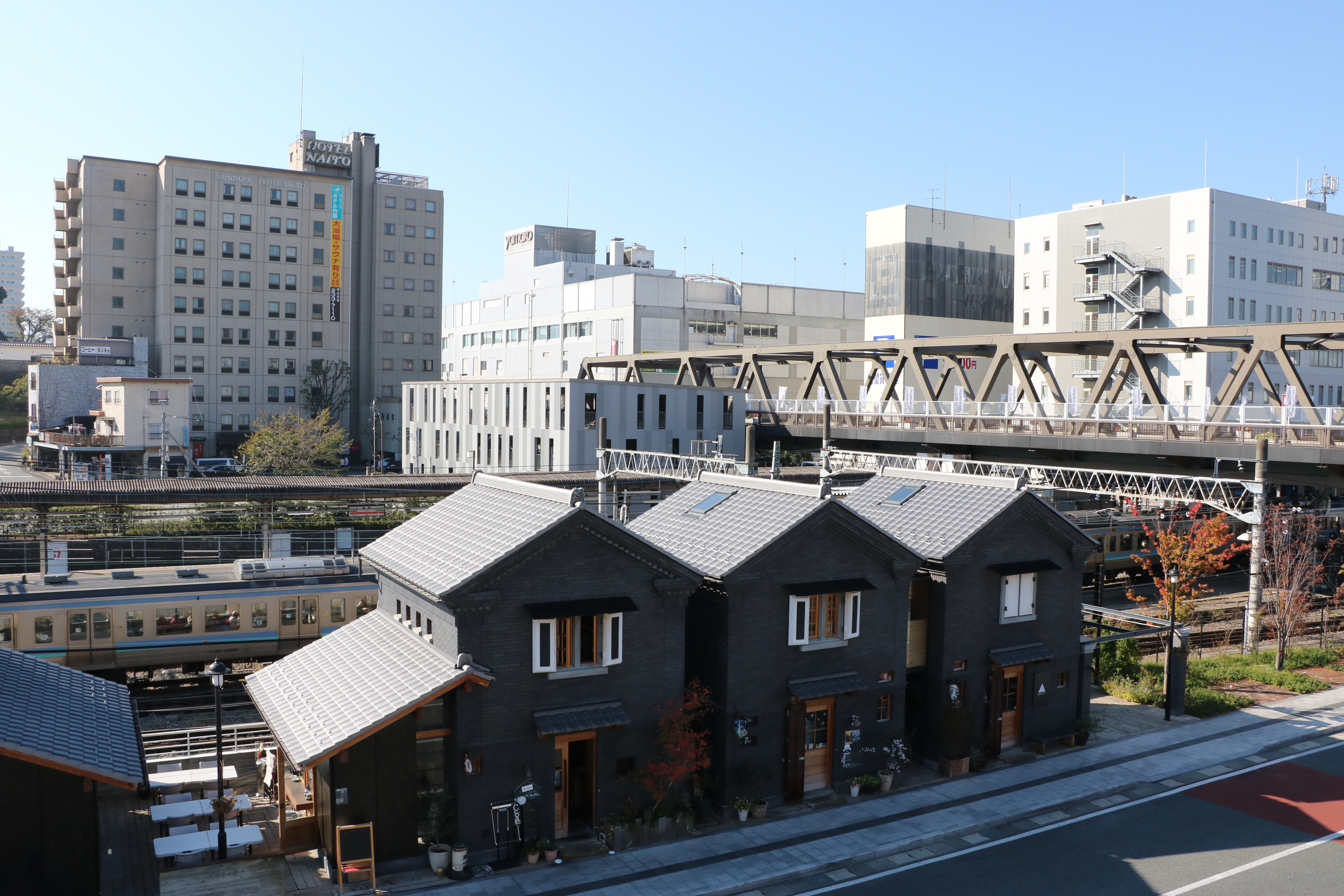
甲州夢小路と甲府駅。2016年11月撮影。

- 甲府駅北口より徒歩3分